# Dasylepis blackii
Dasylepis blackii là một loài thực vật có hoa trong họ Achariaceae. Loài này được (Oliv.) Chipp mô tả khoa học đầu tiên năm 1923.